# Centothecoideae
Sous-famille
Synonymes
- sous-famille des  Panicoideae Link, 1827 (préféré par NCBI)[2]

Les Centothecoideae sont une sous-famille de la famille des Poaceae (Graminées).
Dans les récentes classification phylogénétiques des Poaceae, cette sous-famille n'est plus reconnue et a été reclassée dans les Panicoideae.

## Liste des genres
Selon BioLib (30 mai 2018) :
- Bromuniola Stapf & C.E. Hubb.
- Calderonella Soderstr. & H.F. Decker
- Centotheca Desv.
- Chasmanthium Link
- Chevalierella A. Camus
- Lophatherum Brongn.
- Megastachya P. Beauv.
- Orthoclada P. Beauv.
- Pohlidium Davidse, Soderstr. & R.P. Ellis
- Zeugites P. Browne